# Stockgölen (naturreservat)
Stockgölen är ett naturreservat i Norrköpings kommun i Östergötlands län.
Området är naturskyddat sedan 2011 och är 72 hektar stort. Reservatet ligger strax söder om Stockgölen och omfattar våtmarker med en tjärn och skog som består av gran, björk och tall.